# Cantone di Ligny-le-Châtel
Il Cantone di Ligny-le-Châtel era una divisione amministrativa dell'arrondissement di Auxerre.
È stato soppresso a seguito della riforma complessiva dei cantoni del 2014, che è entrata in vigore con le elezioni dipartimentali del 2015.
Comprendeva i comuni di:
- La Chapelle-Vaupelteigne
- Lignorelles
- Ligny-le-Châtel
- Maligny
- Méré
- Montigny-la-Resle
- Pontigny
- Rouvray
- Varennes
- Venouse
- Villeneuve-Saint-Salves
- Villy